# Славянская улица (Усть-Славянка)
Славя́нская улица — улица в историческом районе Усть-Славянка Невского района Санкт-Петербурга. Новая трассировка улицы проходит от Рыбацкого моста до линии электропередач. В настоящее время разбита на два участка: около Рыбацкого моста и от Гудиловской улицы до линии электропередач. Объединение обоих участков произойдёт после завершения строительства многоэтажных домов в рамках жилого комплекса «Живи! В Рыбацком», который возводит ГК «Самолёт».

## История
Славянская мыза была обозначена на картах ещё времён до Северной войны. До революции 1917 года на этой территории располагалась небольшая деревня, при советской власти в ней открыли несколько промышленных предприятий, и она получила статус посёлка.
Современное название улицы было утверждено 15 мая 1965 года по реке Славянка, до этого носила имя Ленина.
В 2013 году начался снос частных жилых домов в рамках реновации Усть-Славянки. В 2017 году прямо посреди улицы началось строительство второй очереди квартала «Живи! В Рыбацком» от компании «СПб Реновация». В сентябре того же года участок улицы, находившийся на территории строительства, был ликвидирован.
В настоящее время из частной застройки Славянской улицы сохранилось лишь три здания — дом Слепушкина (Славянская ул, д. 1), дом молитвы Церкви христиан веры евангельской (пятидесятников) (Славянская ул., д. 13) и здание по адресу Славянская ул., д. 4.

## Примечательные здания и сооружения
- Дом № 1 — дом Слепушкина, кирпично-деревянное здание, 1820—1830 гг., памятник культуры регионального значения. Дом стоит на фундаменте от шведской сторожевой башни XVIII века[3].

## Галерея

Здания Славянской улицы
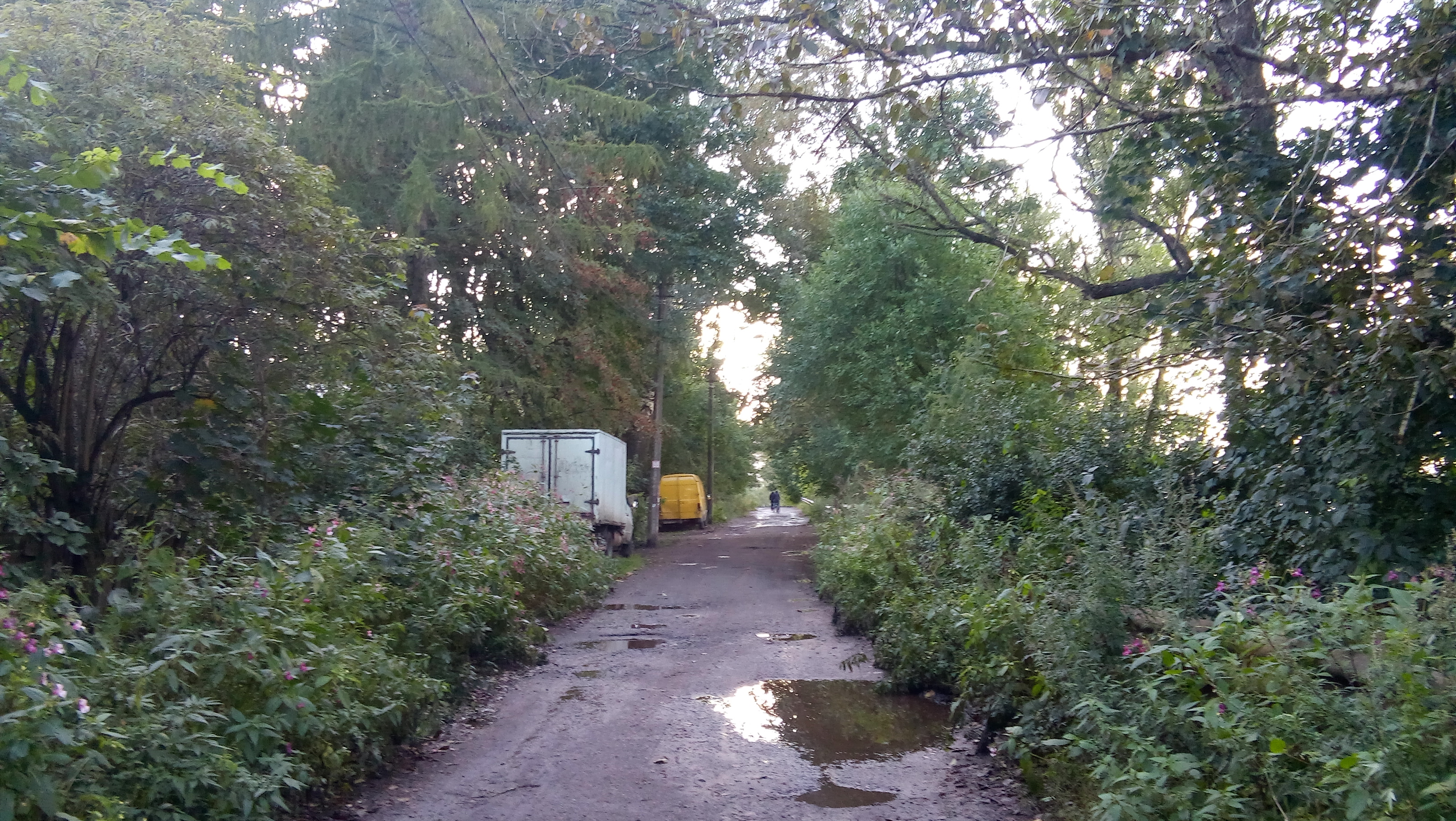
Славянская улица до начала строительства
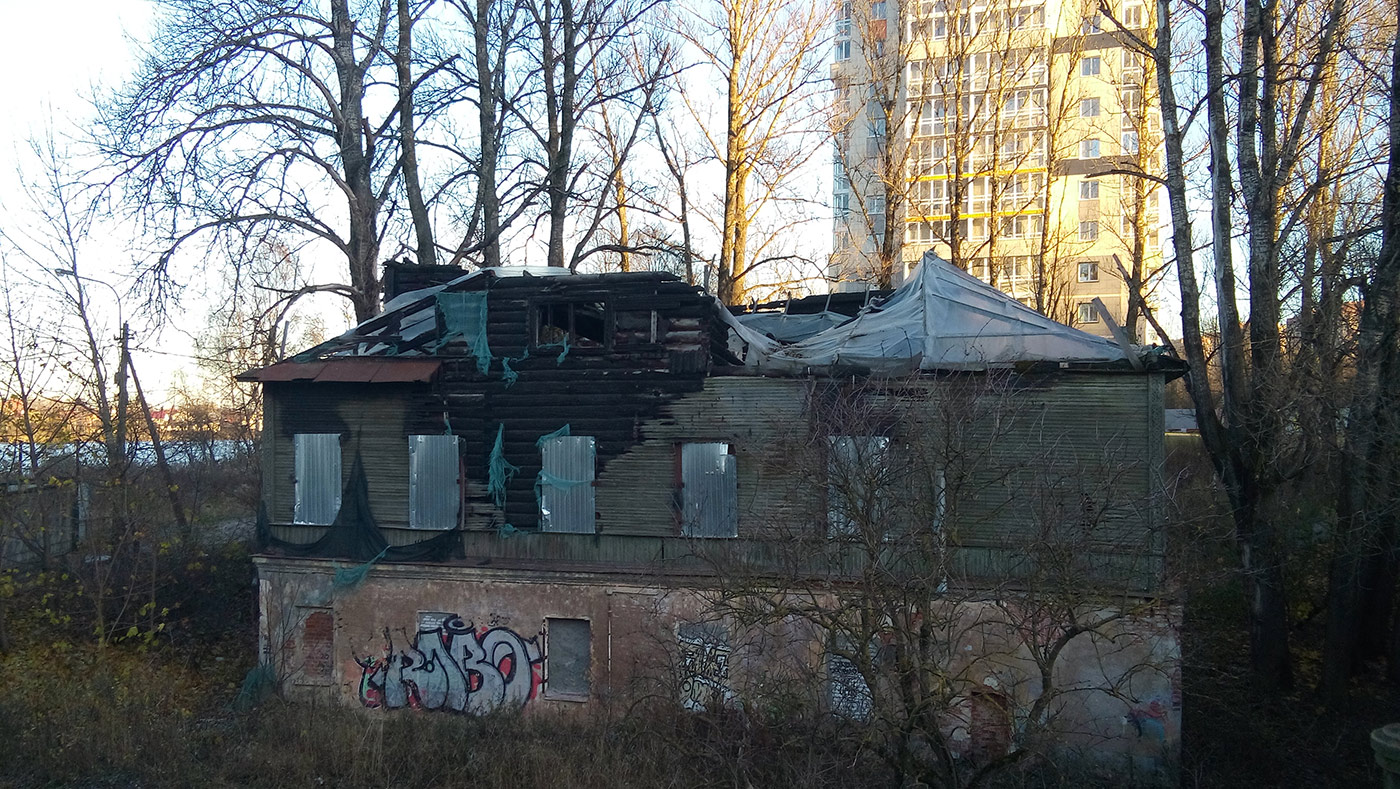
Славянская улица, 1 (дом Слепушкина)
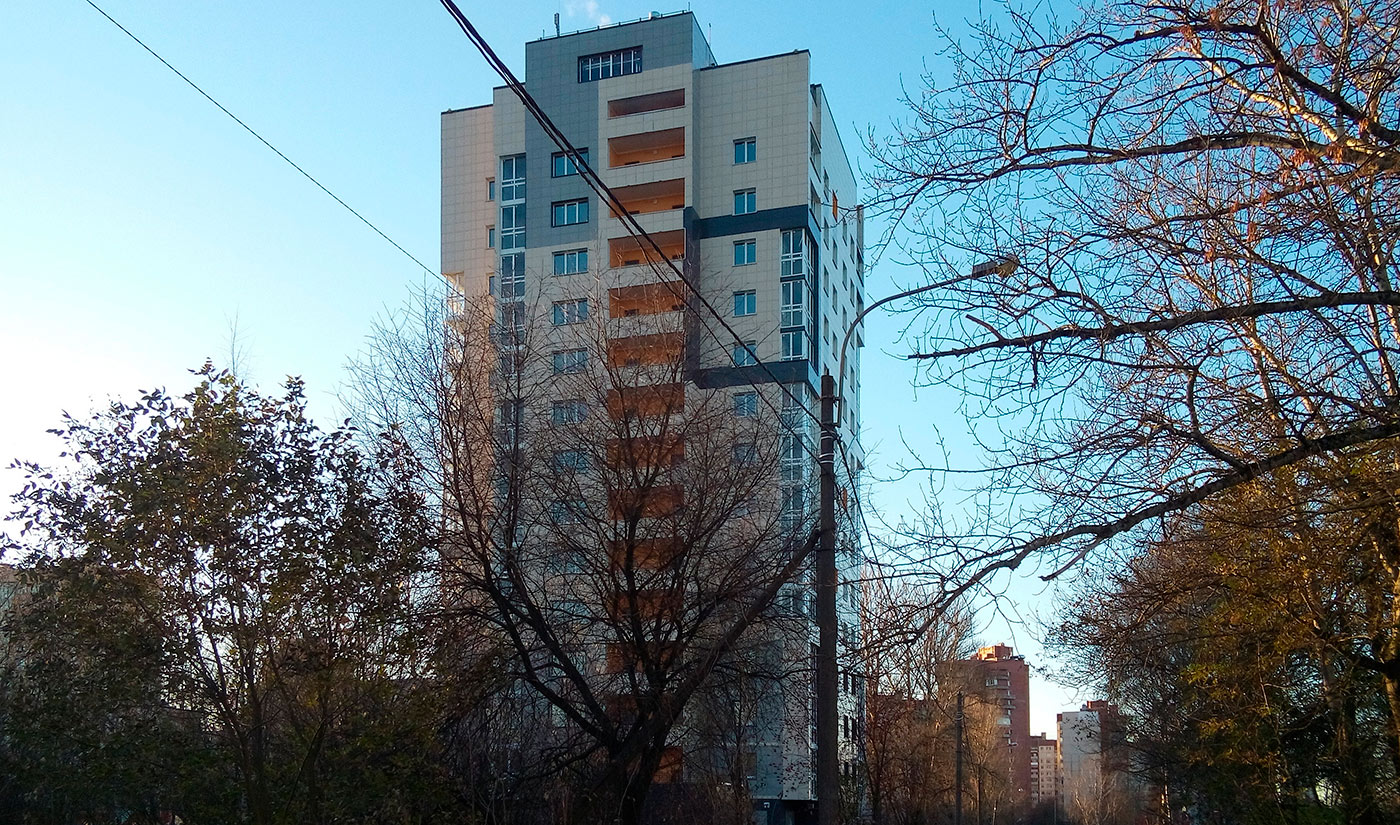
Славянская улица, 3
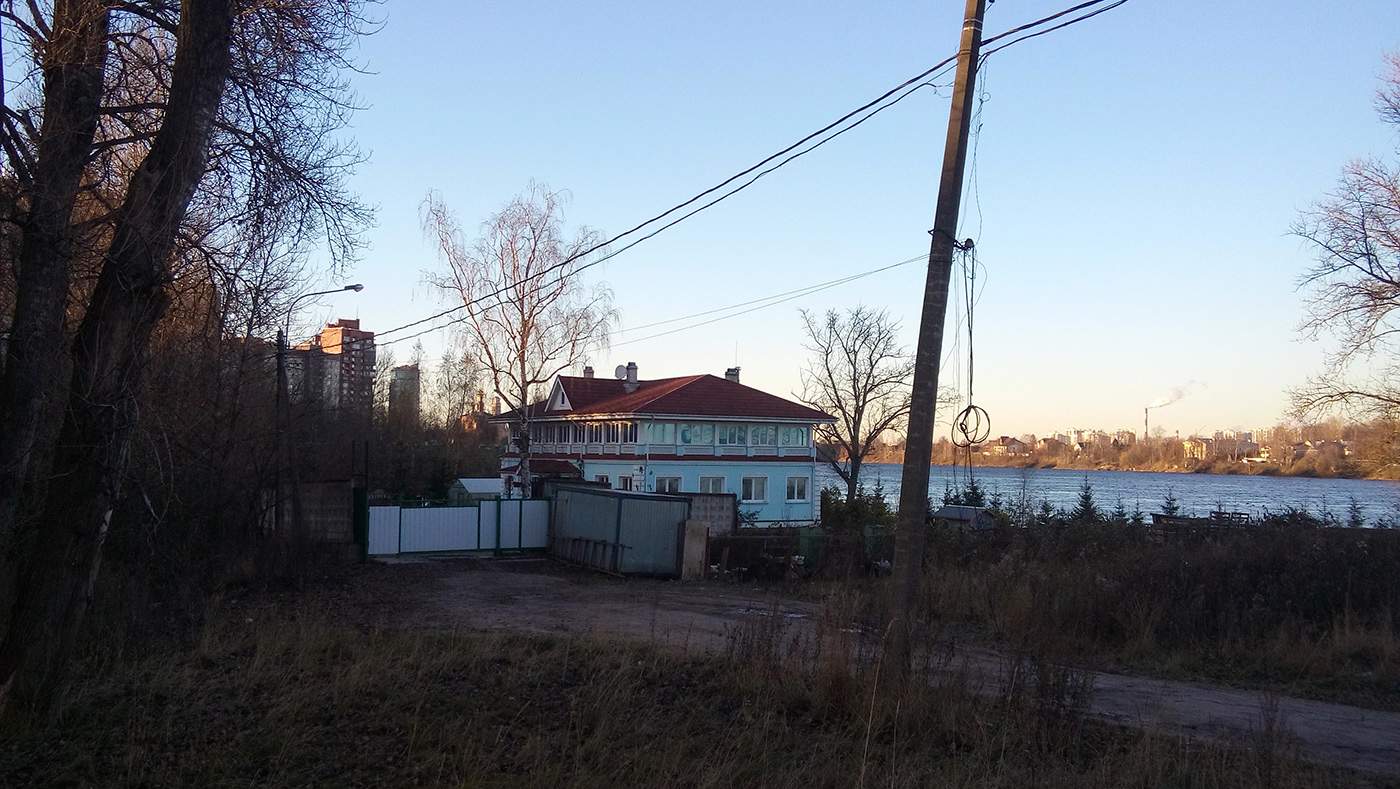
Славянская улица, 4
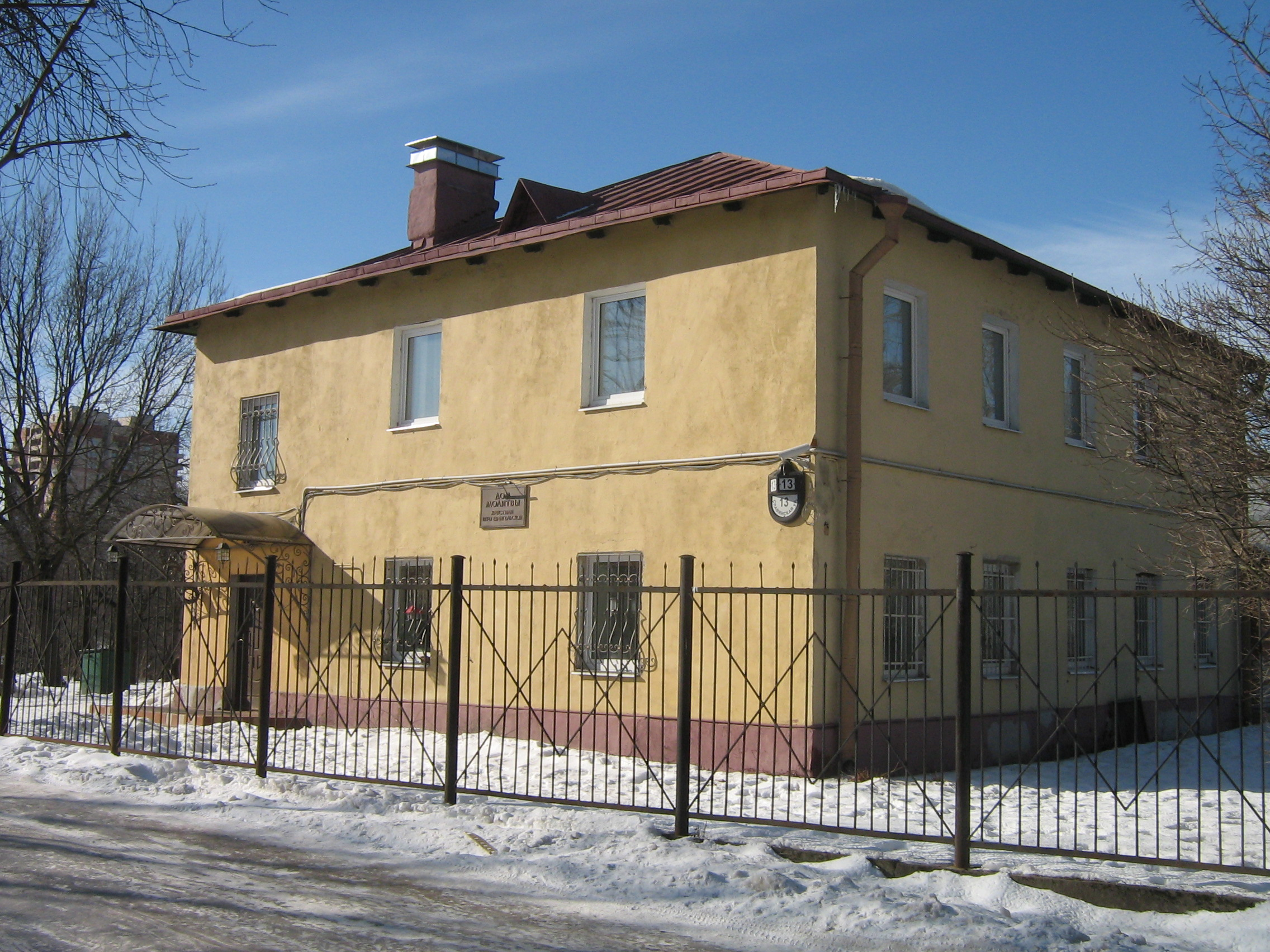
Славянская улица, 13 (дом молитвы)
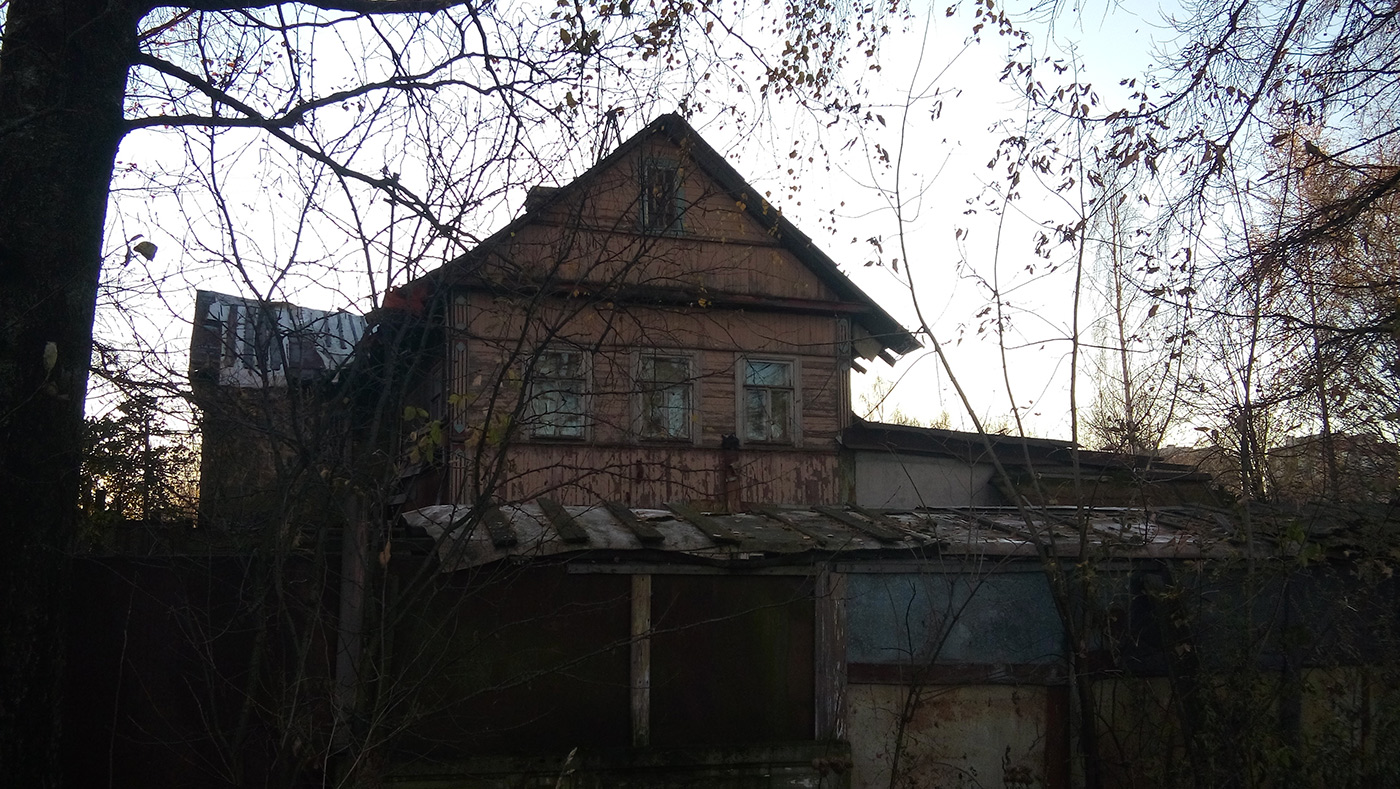
Славянская улица, 31 (снесён)
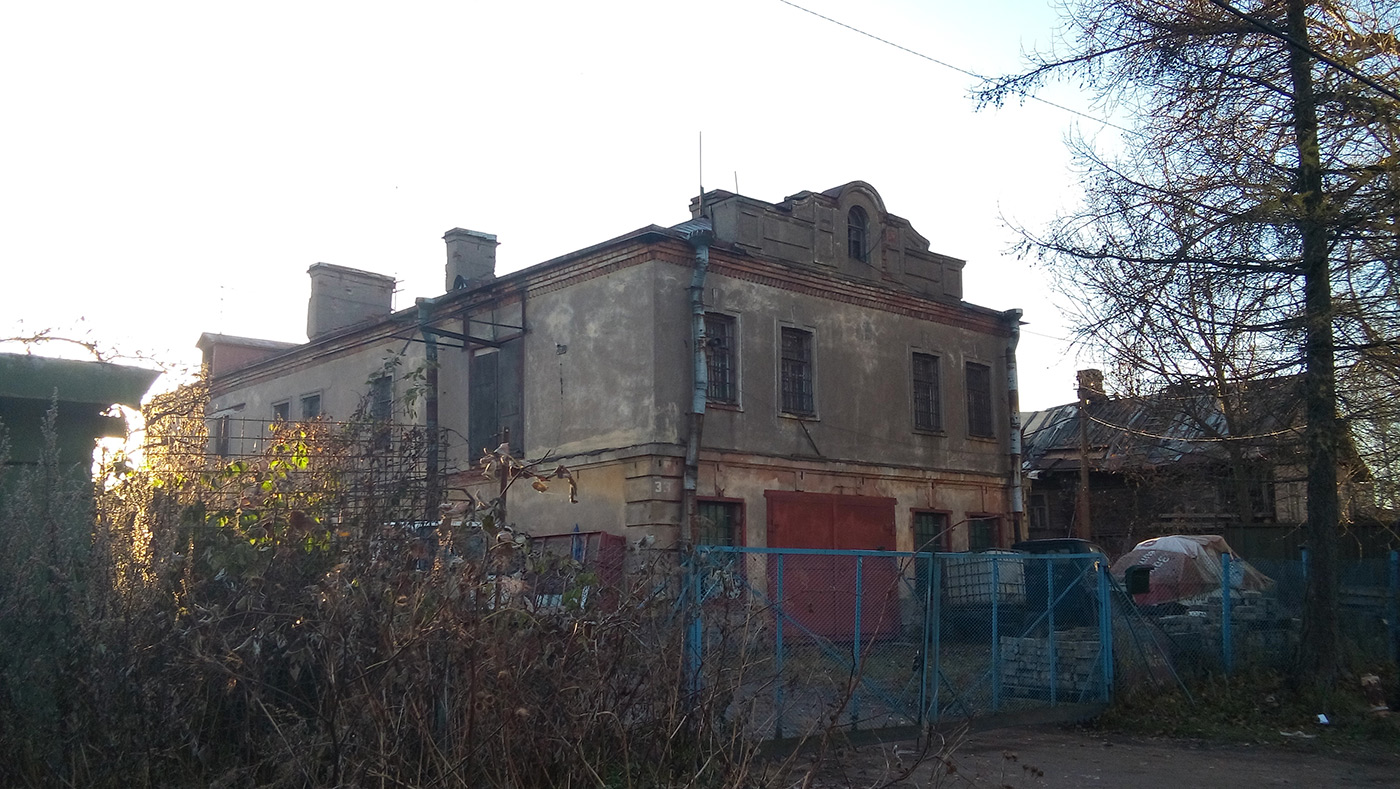
Славянская улица, 33 (снесён в апреле 2021 года)
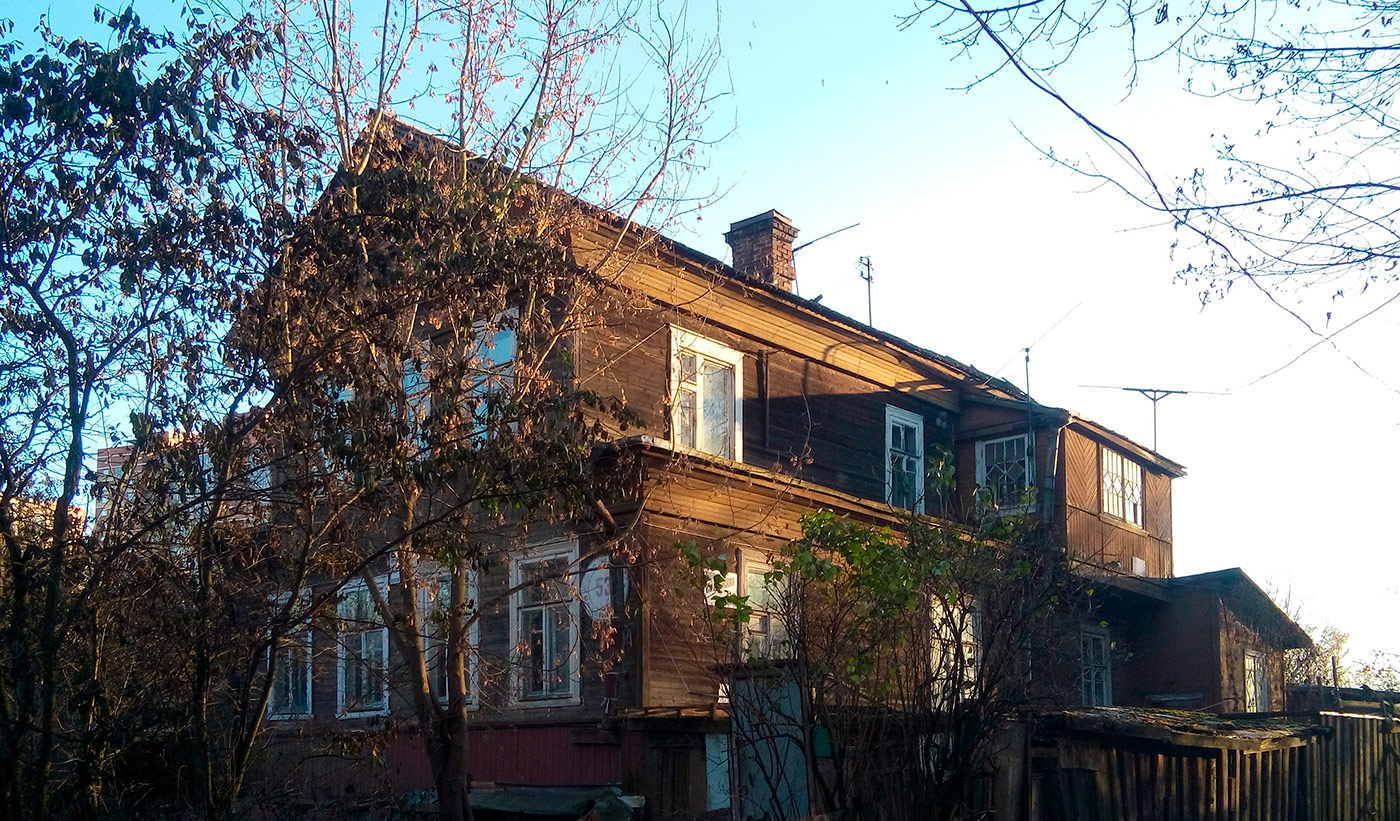
Славянская улица, 53 (снесён в марте 2021 года)

## Пересечения
- Рыбацкий проспект — Славянская улица примыкает к нему
- Гудиловская улица

Ранее имелось пересечение с Заводской улицей, Лесной улицей и Советским проспектом.